# 安的列斯石蛏
安的列斯石蛏（学名：Lithophaga antillarum），是贻贝目壳菜蛤科石蜊属的一种。主要分布于中国南海北部，常栖息在潮下带。